# Alexander Hummerhielm
Alexander Magnus Hummerhielm, ursprungligen Hummer, född enligt uppgift 1643, död 24 mars 1723 i Stockholm, var en svensk friherre och militär.

## Biografi
Hummerhielm var son till ryttmästaren Nils Hummer. Hans födelseår anges i riddarhusgenealogierna som 1643 men det stämmer troligen inte, han bör ha varit född några år senare. Alexander Hummer blev 1670 ryttare vid Skånska kavalleriet och 1672 pikenerare samt 1673 furir vid Livgardet. Samma år råkade han i slagsmål med greve Anders Torstenssons stalldräng och måste, då denne till följd av slagsmålet avled, fly ur riket, men fick samma år nåd. År 1675 utnämndes han till löjtnant vid Bergsregementet där han utmärkte sig under kriget med Danmark 1675-79, i synnerhet i snapphanefejderna genom sin förslagenhet och oförvägenhet. Vid Landskronas kapitulation 1676 blev han dansk fånge, men återkom 1677 till Sverige och befordrades samma år till ryttmästare vid Axel Rehnskölds regemente. År 1678 adlades han Hummerhielm. 
År 1687 utnämndes han till kaptenlöjtnant vid adelsfanan och 1701 erhöll han som överste befälet över svensk-finska adelsfanan. På hösten samma år sändes han med den svenska förtruppen in i Litauen, höll där under den följande vintern svenskarnas längst framskjutna poster besatta och kämpade i trakten av Kovno framgångsrikt och med tapperhet mot litauerna, tills han 14 mars 1702 blev överraskad vid Dersunisjki och tillfångatagen. Ur fångenskapen, där han underkastades en hård behandling, utväxlades han 1704, kort förut samma år utnämnd till generalmajor. År 1705 blev han friherre. Under fortsättningen av det polska kriget deltog han i slaget vid Punitz 1705 och Fraustadt 1706, och han var med på tåget mot Ryssland till våren 1708, då han till följd av försvagad hälsa måste återvända till Sverige och begärde avsked ur krigstjänsten.
Alexander Hummerhielm närvarade vid riksdagarna 1680, 1693, 1697, 1710 och 1713–1714.